# Saint-Coutant-le-Grand
Saint-Coutant-le-Grand é uma comuna francesa localizada no departamento de Charente-Maritime na região administrativa da Nova Aquitânia, no sudoeste da França.